# Comuna Vetrino, Varna
Vetrino (în bulgară Ветрино) este o comună în regiunea Varna, Bulgaria, formată din satele Belogradeț, Dobroplodno, Gabărnița, Iagnilo, Mlada Gvardia, Momcilovo, Neofit Rilski, Nevșa, Sredno Selo și Vetrino. 

## Demografie
Componența etnică a comunei Vetrino
     Turci (17,95%)
     Romi (2,65%)
     Bulgari (63,84%)
     Nicio identificare (14,53%)
     Altele (1,01%)
La recensământul din 2011, populația comunei Vetrino era de 5.415 locuitori. Din punct de vedere etnic, majoritatea locuitorilor (63,84%) erau bulgari, existând și minorități de turci (17,95%) și romi (2,65%). Pentru 14,53% din locuitori nu este cunoscută apartenența etnică.